# روملو مارکز ماکیدو
روملو مارکز ماکیدو (به پرتغالی: Rômulo Marques Macedo) هافبک اهل برزیل است که در شهر بمس خسوس را دو ایتاباپوآنا، ایالت ریو د ژانیرو  و در تاریخ ۳ آوریل ۱۹۸۰ به دنیا آمده است.
روملو مارکز ماکیدو در تیم‌های فوتبال ریو برانکو آتلتیکو سابقهٔ حضور دارد.